# Борселе
Борселе (на нидерландски: Borsele, Чуйте оригинално произношение) е община в югозападна Нидерландия в Южен Бевеланд на провинция Зеландия. Административен център на общината е едноименното село Борселе.
Към 1 януари 2007 г. община Борселе има население 22 355 души. В селото се намира единствената нидерландска АЕЦ с мощност от 452 МВт, която освен с електричество снабдява града и с топла вода.